# Hygracris malabaricus
Hygracris malabaricus är en insektsart som beskrevs av Willemse, C. 1962. Hygracris malabaricus ingår i släktet Hygracris och familjen gräshoppor. Inga underarter finns listade i Catalogue of Life.